# Domsten
Domsten is een plaats in de gemeente Helsingborg in de provincie Skåne län en het landschap Skåne, dit zijn de zuidelijkste provincie en landschap van Zweden. De plaats heeft 566 inwoners (2005) en een oppervlakte van 40 hectare.

## Verkeer en vervoer
Bij de plaats loopt de Länsväg 111.